# زوران ثالر
زوران ثالر (بالإيطالية: Zoran Thaler)‏ (و. 1962  م) هو سياسي، ودبلوماسي، وعالم سياسة، وشخصية أعمال، وقطب أعمال من سلوفينيا، وجمهورية يوغوسلافيا الاشتراكية الاتحادية، ولد في كراني، وهو عضوٌ في الجمعية البرلمانية لمجلس أوروبا.

## مناصب
تولى منصب عضو في البرلمان الأوروبي (14 يوليو 2009–20 مارس 2011)
- وزير الخارجية.

## التعليم
تعلم في جامعة ليوبليانا.

## روابط خارجية
- زوران ثالر على موقع مونزينجر (الألمانية)